# مصطفى يعلى
مصطفى يعلى هو أكاديمي وأديب مغربي، ومشرف العلاقات الداخلية في ديوان العرب.

## سيرة ذاتية
ولد مصطفى يعلى سنة 1945م بالقصر الكبير بالمغرب، في ظل أسرة محافظة؛ فدرس بالكتاب، ثم بالابتدائي و الإعدادي بنفس المدينة، وأتم دراسته الثانوية بمدينة العرائش بين سنتي 1963م و 1965م. وحصل على شهادة الباكالوريا سنة 1965م بمدينة تطوان. أما تعليمه الجامعي، فقد تم بكلية الآداب والعلوم الإنسانية بمدينة فاس، حيث أحرز على الإجازة في الأدب العربي وشهادة الأهلية التربوية سنة 1968م، فعين أستاذاً بالسلك الثاني الثانوي للغة العربية في مدينة القنيطرة، حيث استقر بها منذ ذلك التاريخ. ونال شهادة استكمال الدروس من كلية الآداب والعلوم الإنسانية بالرباط في السنة الجامعية 1974م و 1975م، ثم عمل أستاذاً مكوناً في اللغة العربية بالمركز التربوي الجهوي بالقنيطرة بين 1977م و 1984م. وحصل على دبلوم الدراسات العليا بكلية الآداب بفاس في السنة الجامعية 1983م و 1984م، حول موضوع: «ظاهرة المحلية في الفن القصصي بالمغرب - من أوائل الأربعينيات إلى نهاية الستينيات»، وذلك تحت إشراف الدكتور إبراهيم السولامي، وعين أستاذاً مساعداً بكلية الآداب بالمحمدية، من سنة 1984م إلى 1989م، ثم انتقل إلى العمل بنفس الصفة بكلية الآداب في القنيطرة سنة 1989م، وقد عمل أستاذاً لتعليم العالي بنفس الكلية، ورئس شعبة اللغة العربية وآدابها بها في دورة 1996م و 1998م، ودورة 1998م و 2000م. وحصل على دكتوراه الدولة في الأدب العربي الحديث من كلية الآداب بالرباط في السنة الجامعية 1992م و 1993م، حول موضوع: «القصص الشعبي بالمغرب - دراسة مورفولوجية»، تحت إشراف الدكتور محمد السرغيني. وهو عضو في اتحاد كتاب المغرب، ورئيس سابق لفرعه بمدينة القنيطرة. وعضو تحرير مجلة «الآداب والعلوم الإنسانية» لكلية الآداب والعلوم الإنسانية بالقنيطرة. وعضو بهيئة تحرير مجلة «مجرة»، وبالهيئة الاستشارية لمجلة «قاف صاد» المتخصصة في القصة القصيرة. ورئيس مجموعة البحث في الأشكال الأدبية ومختبر «أرخبيل» للدراسات والأبحاث الأدبية بكلية الآداب في القنيطرة. وعضو هيأة التدريس ومنسق لمجموعة التكوين والبحث في الآداب المغربية المعاصرة التي ترأسها الدكتورة زهور كرام بنفس الكلية. وهو عضو  وبمجموعة البحث Protas 3 الخاصة بإعداد معجم الأدباء والروائيين بالمغرب في كلية الآداب بالقنيطرة من سنة 1980م إلى سنة 2000م.

## المؤلفات
- «أنياب طويلة في وجه المدينة» (مجموعة قصصية)، عن مطبعة الأندلس بالدار البيضاء، عام 1976م.
- «دائرة الكسوف» (مجموعة قصصية)، عن اتحاد الكتاب العرب في دمشق بسوريا، عام 1980م.
- «لحظة الصفر» (مجموعة قصصية)، عن البوكيلي للطباعة والنشر والتوزيع في القنيطرة، عام 1996م.
- «امتداد الحكاية الشعبية» (كتاب)، ضمن سلسلة موسوعة شراع الشعبية في طنجة، عام 1999م.
- «القصص الشعبي في المغرب ـ دراسة مورفولوجية» (كتاب)، عن المدارس للنشر والتوزيع، بالدار البيضاء، عام 2001م.
- «السرد المغربي ـ بيبليوغرافية متخصصة» (كتاب)، عن المدارس للنشر والتوزيع، في الدار البيضاء، بدعم من وزارة الثقافة المغربية، عام 2001م.
- «شرخ كالعنكبوت» (مجموعة قصصية)، عن البوكيلي للطباعة والنشر والتوزيع، في القنيطرة، بدعم من وزارة الثقافة المغربية، عام 2006م.
- «القصص الشعبي: قضايا وإشكالات» (كتاب)، بدعم من وزارة الثقافة المغربية، عن دار البوكيلي للطباعة والنشر والتوزيع، بالقنيطرة في المغرب، عام 2007م.
- «السرد ذاكرة» (كتاب)، عن دار الآمان في الرباط بالمغرب، عام 2009م.
- «ظاهرة المحلية في السرد المغربي: حفر عن خصوصيات المجتمع المحلي في نصوص القصاصين المغاربة الرواد» (كتاب)، عن مطبعة الأمنية بالرباط، عام 2011م.
- «نحو تأصيل الدراسة الأدبية الشعبية بالمغرب: نماذج نظرية وتطبيقية على طريق التأصيل» (كتاب)، عن منشورات اتحاد كتاب المغرب بالرباط، عام 2012م.
- «رماد بطعم الحداد» (مجموعة قصصية)، عن مطبعة الأمنية بالرباط، عام 2015م.[6][7]